# UCI ProSeries 2021
La UCI ProSeries 2021 fue la segunda edición de la competición ciclista que agrupaba las carreras que han obtenido la licencia ProSeries. Es el segundo nivel de competición en el orden de importancia del ciclismo de carretera masculino después del UCI WorldTour y fue creado en el año 2020 por la Unión Ciclista Internacional.
Se inició el 11 de febrero de 2021 en Francia con el Tour La Provence y finalizó el 16 de octubre de 2021 con el Gran Premio de Morbihan en Francia. En principio, se disputarían 52 competencias en las categorías 1.Pro (Carrera de un día) y 2.Pro (Carrera por etapas), otorgando puntos a los primeros clasificados de las etapas y a la clasificación final, aunque el calendario tuvo modificaciones a lo largo de la temporada con la inclusión de nuevas carreras o exclusión de otras.

## Equipos
Los equipos que participaron en las diferentes carreras depende de la categoría de las mismas. Los equipos UCI WorldTeam y UCI ProTeam, tienen cupo limitado para competir de acuerdo al año correspondiente establecido por la UCI, los equipos Continentales y selecciones nacionales no tienen restricciones de participación:

## Calendario
Las siguientes son las carreras que integraron el calendario UCI ProSeries para la temporada 2021 aprobado por la UCI.

### Febrero
| UCI ProSeries 2021 - febrero |                        |       |                  |                       |
| Fecha                        | Carrera                | Clase | Ganador          | Equipo                |
| ---------------------------- | ---------------------- | ----- | ---------------- | --------------------- |
| 11-14                        | Tour La Provence       | 2.Pro | Iván Ramiro Sosa | INEOS Grenadiers      |
| 14                           | Clásica de Almería     | 1.Pro | Giacomo Nizzolo  | Qhubeka ASSOS         |
| 27                           | Faun-Ardèche Classic   | 1.Pro | David Gaudu      | Groupama-FDJ          |
| 28                           | Kuurne-Bruselas-Kuurne | 1.Pro | Mads Pedersen    | Trek-Segafredo        |
| 28                           | La Drôme Classic       | 1.Pro | Andrea Bagioli   | Deceuninck-Quick Step |

### Marzo
| UCI ProSeries 2021 - marzo |                                              |       |                   |                       |
| Fecha                      | Carrera                                      | Clase | Ganador           | Equipo                |
| -------------------------- | -------------------------------------------- | ----- | ----------------- | --------------------- |
| 3                          | Trofeo Laigueglia                            | 1.Pro | Bauke Mollema     | Trek-Segafredo        |
| 7                          | Gran Premio Industria y Artigianato-Larciano | 1.Pro | Mauri Vansevenant | Deceuninck-Quick Step |
| 17                         | Nokere Koerse                                | 1.Pro | Ludovic Robeet    | Bingoal-WB            |
| 19                         | Bredene Koksijde Classic                     | 1.Pro | Tim Merlier       | Alpecin-Fenix         |

### Abril
| UCI ProSeries 2021 - abril |                                  |       |                          |                  |
| Fecha                      | Carrera                          | Clase | Ganador                  | Equipo           |
| -------------------------- | -------------------------------- | ----- | ------------------------ | ---------------- |
| 3                          | Gran Premio Miguel Induráin      | 1.Pro | Alejandro Valverde       | Movistar         |
| 7                          | Scheldeprijs                     | 1.Pro | Jasper Philipsen         | Alpecin-Fenix    |
| 11-18                      | Tour de Turquía                  | 2.Pro | José Manuel Díaz Gallego | Delko            |
| 14                         | Flecha Brabanzona                | 1.Pro | Thomas Pidcock           | INEOS Grenadiers |
| 14-18                      | Vuelta a la Comunidad Valenciana | 2.Pro | Stefan Küng              | Groupama-FDJ     |
| 19-23                      | Tour de los Alpes                | 2.Pro | Simon Yates              | BikeExchange     |

### Mayo
| UCI ProSeries 2021 - mayo |                       |       |                    |              |
| Fecha                     | Carrera               | Clase | Ganador            | Equipo       |
| ------------------------- | --------------------- | ----- | ------------------ | ------------ |
| 5-9                       | Vuelta al Algarve     | 2.Pro | João Rodrigues     | W52-FC Porto |
| 16                        | Tro Bro Leon          | 1.Pro | Connor Swift       | Arkéa Samsic |
| 18-22                     | Vuelta a Andalucía    | 2.Pro | Miguel Ángel López | Movistar     |
| 27-30                     | Boucles de la Mayenne | 2.Pro | Arnaud Démare      | Groupama-FDJ |

### Junio
| UCI ProSeries 2021 - junio |                         |       |                 |                       |
| Fecha                      | Carrera                 | Clase | Ganador         | Equipo                |
| -------------------------- | ----------------------- | ----- | --------------- | --------------------- |
| 5                          | Dwars door het Hageland | 1.Pro | Rasmus Tiller   | Uno-X                 |
| 9-13                       | Vuelta a Bélgica        | 2.Pro | Remco Evenepoel | Deceuninck-Quick Step |
| 9-13                       | Tour de Eslovenia       | 2.Pro | Tadej Pogačar   | UAE Emirates          |

### Julio
| UCI ProSeries 2021 - julio |                 |       |               |                |
| Fecha                      | Carrera         | Clase | Ganador       | Equipo         |
| -------------------------- | --------------- | ----- | ------------- | -------------- |
| 20-24                      | Tour de Valonia | 2.Pro | Quinn Simmons | Trek-Segafredo |

### Agosto
| UCI ProSeries 2021 - Agosto |                          |       |                 |                        |
| Fecha                       | Carrera                  | Clase | Ganador         | Equipo                 |
| --------------------------- | ------------------------ | ----- | --------------- | ---------------------- |
| 3-7                         | Vuelta a Burgos          | 2.Pro | Mikel Landa     | Bahrain Victorious     |
| 5-8                         | Arctic Race de Noruega   | 2.Pro | Ben Hermans     | Israel Start-Up Nation |
| 10-14                       | Vuelta a Dinamarca       | 2.Pro | Remco Evenepoel | Deceuninck-Quick Step  |
| 19-22                       | Tour de Noruega          | 2.Pro | Ethan Hayter    | INEOS Grenadiers       |
| 26-29                       | Vuelta a Alemania        | 2.Pro | Nils Politt     | Bora-Hansgrohe         |
| 28                          | Brussels Cycling Classic | 1.Pro | Remco Evenepoel | Deceuninck-Quick Step  |

### Septiembre
| UCI ProSeries 2021 - septiembre |                         |       |                    |                            |
| Fecha                           | Carrera                 | Clase | Ganador            | Equipo                     |
| ------------------------------- | ----------------------- | ----- | ------------------ | -------------------------- |
| 5-12                            | Vuelta a Gran Bretaña   | 2.Pro | Wout van Aert      | Jumbo-Visma                |
| 12                              | Gran Premio de Fourmies | 1.Pro | Elia Viviani       | Cofidis, Solutions Crédits |
| 14-18                           | Tour de Luxemburgo      | 2.Pro | João Almeida       | Deceuninck-Quick Step      |
| 15                              | Gran Premio de Valonia  | 1.Pro | Christophe Laporte | Cofidis, Solutions Crédits |
| 16                              | Coppa Sabatini          | 1.Pro | Michael Valgren    | EF Education-NIPPO         |
| 18                              | Primus Classic          | 1.Pro | Florian Sénéchal   | Deceuninck-Quick Step      |
| 21                              | Gran Premio de Denain   | 1.Pro | Jasper Philipsen   | Alpecin-Fenix              |
| 29                              | Tour de Eurométropole   | 1.Pro | Fabio Jakobsen     | Deceuninck-Quick Step      |

### Octubre
| UCI ProSeries 2021 - octubre |                         |       |                      |                          |
| Fecha                        | Carrera                 | Clase | Ganador              | Equipo                   |
| ---------------------------- | ----------------------- | ----- | -------------------- | ------------------------ |
| 2                            | Giro de Emilia          | 1.Pro | Primož Roglič        | Jumbo-Visma              |
| 3                            | Giro de Münsterland     | 1.Pro | Mark Cavendish       | Deceuninck-Quick Step    |
| 4                            | Coppa Bernocchi         | 1.Pro | Remco Evenepoel      | Deceuninck-Quick Step    |
| 5                            | Tres Valles Varesinos   | 1.Pro | Alessandro De Marchi | Israel Start-Up Nation   |
| 6                            | Milán-Turín             | 1.Pro | Primož Roglič        | Jumbo-Visma              |
| 7                            | Giro del Piemonte       | 1.Pro | Matthew Walls        | Bora-Hansgrohe           |
| 10                           | París-Tours             | 1.Pro | Arnaud Démare        | Groupama-FDJ             |
| 16                           | Gran Premio de Morbihan | 1.Pro | Arne Marit           | Sport Vlaanderen-Baloise |